# 長久保公園都市緑化植物園
長久保公園都市緑化植物園（ながくぼこうえんとしりょっかしょくぶつえん）は神奈川県藤沢市辻堂太平台二丁目にある公園。

## 概要
東海道本線の藤沢駅と辻堂駅の中間地点の南側にある公園（植物園）で、藤沢市の都市化が進む中で、市民が自然と触れあえるように整備された。みどりの普及啓発活動の拠点としての意味合いも兼ねている。

## 沿革
- 1989年（平成1年） - 開園
- 2008年（平成20年）4月1日 - 指定管理者制度を導入し、公益財団法人まちづくり協会が指定管理者となる[3]。

## 施設・イベント
- 花のプロムナード（公園のメインストリート）

公園職員とボランティアとで管理する花壇で、マリーゴールド、ブルーサルビア、パンジーなど植え替えている。
- 生垣見本園（生垣迷路）

さまざまな生垣の見本になる樹木を迷路に仕立てて植栽している。
- 展示即売所

春と秋の年2回、植木や草花、園芸資材の販売をする。
- ハーブ見本園

ラベンダーやセージ類などのハーブを約100種類植栽。
- バラ園

園内3か所に約50種、130株の様々なバラを植栽している。
- 渓流広場

野鳥たちが水浴びをする光景を見ることも出来る広場。
- 芝生広場

桜に囲まれた広場。
- 花菖蒲の池

ハナショウブを植栽し、ベンチのある四阿を備えている。
- 展望広場

公園の南西に位置する小高い山の上にある。江ノ島を望むことができる。途中の園路脇にサツキやツツジなどを植栽している。
- フジ棚

藤沢市の花であるフジが4月下旬〜5月中旬に見ごろを迎える。
- 樹木見本園

植物の知識が得られるよう植栽してある。
- みどりの相談所

緑化意識の向上とみどりの普及を目的とした相談所。
- 展示温室
- みどりの図書室（みどりに関する様々な書籍を自由に閲覧できる。）
- 研修室（緑化講習会の開催など）
- 展示ホール
- 展示会

## 来場者へのサービス
- 園内散策用、車椅子の無料貸し出し
- 園内散策用、雨傘・日傘の無料貸し出し
- 農薬の販売
- 農薬散布用噴霧器の無料貸し出し・農薬購入者に最長1週間まで
- 図書室書籍のコピーサービス
- AEDを常備

## 入園に関して
- 開園時間 - 8:30〜17:00
- みどりの相談所の休館日 - 月曜日、祝日の翌日（月曜日が祝日の場合は開館し、翌日火曜日が休館）、12月28日〜1月4日は休館（公園は無休）
- みどりの相談 - 電話でも受け付け（相談受付時間：開館日の9:00〜12:00、13:00〜16:30）
- 入園料 - 無料

## 所在地情報
所在地
〒251-0044 神奈川県藤沢市辻堂太平台二丁目13番35号
交通
- 鉄道
  - 本鵠沼駅（小田急江ノ島線）- 徒歩で15分

- バス
  - 長久保（神奈川中央交通、江ノ電バス） - 徒歩で3分

- 駐車場 あり/無料94台